# Axel Brennicke
Axel Brennicke (* 22. Januar 1953 in Werne; † 26. Februar 2017) war ein deutscher Biologe, Professor für molekulare Botanik der Universität Ulm und ein wissenschaftskritischer Autor.

## Werdegang
Brennicke wollte zunächst Lehrer werden und studierte in Tübingen Biologie, erwarb dort 1975 das Staatsexamen und promovierte sich 1979 mit der Arbeit Untersuchung der mitochondrialen DNA von Oenotheren bekannter genetischer Konstitution. Zwischen 1980 und 1987 leitete er eine eigene Arbeitsgruppe an der Eberhard Karls Universität Tübingen, habilitierte sich 1984 für Botanik und Molekularbiologie ebendort und war von 1988 bis 1994 Professor an der FU Berlin, zuerst für Pflanzenphysiologie und dann für Molekularbiologie. 1989 bis 1994 war er zugleich Geschäftsführer des Instituts für Genbiologische Forschung in Berlin (Vorgänger des Max-Planck-Instituts für molekulare Pflanzenphysiologie in Potsdam) und wurde 1994 an die Universität Ulm als Leiter des Instituts für Molekulare Botanik berufen. Er war seit 1999 Mitglied der Deutschen Akademie der Naturforscher Leopoldina.
Forschungsaufenthalte führten ihn unter anderem nach Schottland (1980, University of Edinburgh) und in die USA an die Stanford University (1979–1980), Gastprofessuren 1985 an die Université de Paris‐Sud, nach Japan an die Universität von Kyoto (1999) und an die Universita di Calabria in Cosenza (1990, 1992).

## Forschung
Brennicke forschte zur mRNA bzw. dem RNA-Editing. In In-vitro-Ansätzen untersuchte er Nukleotidsequenzen, welche die Ausbildung bestimmter Eigenschaften beeinflussen. Seine Arbeitsgruppe war unter anderem an der Sequenzierung der mitochondrialen DNA der Modellpflanze Arabidopsis beteiligt.

## Autor
Brennicke publizierte sowohl wissenschaftliche Erkenntnisse als auch Erkenntnisse über die Wissenschaft. Er veröffentlichte seit 2003 die Kolumne „Ansichten eines Profs“ im Laborjournal, in der er „den Wahn und Witz des Lebens und Arbeitens an den Universitäten“ aus der Sicht eines Professors niederschrieb.
Außerhalb des wissenschaftlichen Betriebes wurde Brennicke durch sein Buch „Wollen sie wirklich Wissenschaftler werden? ... dann los!“ bekannt. Er beschrieb darin realitätsnah und teilweise ironisch die verschiedenen Stationen einer naturwissenschaftlichen Karriere bis zum Professor. DRadio Berlin schreibt darüber: „Das Buch spielt ironisch mit Klischees, ohne sie zu widerlegen.“
Wissenschaftliche Veröffentlichungen von Axel Brennicke liegen ebenfalls zahlreich vor. Er verfasste u. a. als Co-Autor das Standardwerk Pflanzenphysiologie.

## Publikationen (Auswahl)
- Tödliches Geflecht. Ein biologischer Thriller (Roman). Spektrum Akademischer Verlag, Heidelberg 2011, ISBN 978-3-8274-2889-9.
- Wollen Sie wirklich Wissenschaftler werden? … dann los! Spektrum, Heidelberg 2011, ISBN 978-3-8274-2755-7.
- Einmal gut, immer gut. Kurzgeschichten. Wegrand, Blaubeuren 2005, ISBN 3-00-021899-8.
- My name is Matsumoto. Reisefeuilletons. Karin Fischer Verlag, Aachen 1990, ISBN 3-927854-10-7.

Fachbücher (Auswahl):
- mit Peter Schopfer; Hans Mohr (Begründer): Pflanzenphysiologie. 7. Auflage. Spektrum, Heidelberg 2010, ISBN 978-3-8274-2351-1.
- mit Ulrich Kück: Plant Mitochondria. VCH, Weinheim 1993, ISBN 3-527-30033-3. (New York 1993, ISBN 1-56081-767-4)